# Isaías Golgher
Isaías Golgher (la naștere „Șaia Golgher”; n. 1905, Otaci, raionul Ocnița, Republica Moldova – d. 13 martie 2000, Belo Horizonte, Minas Gerais, Brazilia) a fost un evreu basarabean, istoric marxist brazilian și personalitate publică.
Este un autor al monografiilor despre structura economică a civilizației sumeriene, istoria gândirii marxiste și a leninismului, istoria evreiască modernă, comerțul cu sclavi în America de Sud, biografia lui Albert Einstein și altele.

## Biografie
S-a născut în târgul Otaci (acum oraș din raionul Ocnița, Republica Moldova) din ținutul Soroca, gubernia Basarabia, Imperiul Rus, în familia lui Mordho și Mariem Golger; mai avea doi frați și două surori.. A rămas devreme fără tată. A studiat inițial la heder în idiș, apoi a fost admis într-un gimnaziu rus din Moghilău. De la vârsta de 12 ani a luat parte la Revoluția din Octombrie din Basarabia.
A absolvit facultatea de istorie a Universității din Paris, iar în decembrie 1924 a emigrat în Brazilia. A lucrat ca cercetător la Institutul Istoric din statul Minas Gerais. A fost președinte al comunității evreiești din Belo Horizonte (Uniao Israelita din Belo Horizonte) și membru al Partidului Comunist Brazilian. La sfârșitul anilor 1930 a creat un comitet anti-integralist pentru a se opune ideologiei fasciste a acțiunii integraliste braziliene (Ação Brasileira Integralista).
A fost căsătorit cu Susana Feldman, cu care a avut doi fii: microbiologul Romain Rolland Golgher, profesor la Universitatea din Minas Gerais (Universidade Federal de Minas Gerais) și Marx Golgher, avocat.